# Angelica Cioccari-Solichon
Angelica Cioccari-Solichon (Milaan, 9 februari 1827 - Lugano, 14 maart 1912) was een Zwitserse pedagoge en onderwijzeres.

## Biografie
Angelica Cioccari-Solichon was een dochter van François Solichon, een handelaar die afkomstig was van Lyon. Ze huwde Carlo Cioccari. Als onderwijzeres werkte ze aanvankelijk in lagere scholen en nadien ook in middelbare meisjesscholen. Ze was lid van de Amici dell'Educazione del Popolo, een vereniging ter bevordering van het onderwijs, en gaf in 1855 het werk L'amica di casa uit, een handboek huishoudkunde dat snel zeer populair werd en tot 1919 zou worden heruitgegeven in Ticino en Milaan.
Nadat ze door de directie aan de deur was gezet bij het meisjesinstituut van Ascona, richtte ze in 1860 met groot succes een eigen meisjesinstituut op in Mendrisio. Het jaar daarop begon ze met het blad L'amica di casa en probeerde ze tevergeefs om via Luigi Pioda steun te vinden voor haar projecten in de Grote Raad van Ticino.
Rond 1864 verliet ze met haar echtgenoot het kanton Ticino, en gaf ze gedurende 20 jaar les in Palermo en Napels. Na haar terugkeer naar Zwitserland in 1882 werd ze onderdirectrice van het Manzoni-instituut in Maroggia.

## Werken
- (it)  L'amica di casa, 1855.